# Antenor Arias
Antenor Arias, fue un abogado, jurista y catedrático universitario peruano. Fue ministro de Relaciones Exteriores en 1889.

## Biografía
Jurista destacado, experto en derecho marítimo y miembro del Colegio de Abogados de Lima. Cuando el 7 de abril de 1875 fue creada la Facultad de Ciencias Políticas y Administrativas en la Universidad de San Marcos, fue nombrado catedrático en derecho marítimo. Completaban la plana de profesores: Luis Felipe Villarán, en derecho constitucional; L.E. Marchand, en estadística y Ramón Ribeyro, en derecho internacional público. Arias llegó a ser decano. Sus ideas nutrieron a más de una generación de estudiantes sanmarquinos.
El 8 de marzo de 1889 fue nombrado Ministro de Relaciones Exteriores, formando parte del flamante gabinete presidido por José Mariano Jiménez Wald, en el primer gobierno del general Andrés A. Cáceres. Este gabinete significó un esfuerzo del gobierno en buscar la armonía entre los poderes públicos, es decir, entre el Congreso y el Ejecutivo. Se hallaba entonces en debate la aprobación del Contrato Grace, combatido reciamente por una minoría parlamentaria. Sin embargo, el gabinete Jiménez no llegó ni al mes de duración, al renunciar, a principios de abril, todos sus integrantes.

## Obra escrita
- Lecciones de Derecho marítimo, impreso en Lima en 1876, es el primer libro de carácter orgánico sobre Derecho Marítimo publicado en el Perú. Contiene las lecciones que el autor dio en las aulas sanmarquinas.